# Калиновка (Ульчський район)
Кали́новка (рос. Калиновка) — село у складі Ульчського району Хабаровського краю, Росія. Адміністративний центр та єдиний населений пункт Калиновського сільського поселення.

## Населення
Населення — 195 осіб (2010; 187 у 2002).
Національний склад (станом на 2002 рік):
- ульчі — 68 %